# Asperpunctatus pracerspiraculus
Asperpunctatus pracerspiraculus är en stekelart som beskrevs av Wang 1989. Asperpunctatus pracerspiraculus ingår i släktet Asperpunctatus och familjen brokparasitsteklar. Inga underarter finns listade.